# 日豪ウラン資源開発
日豪ウラン資源開発株式会社（にちごううらんしげんかいはつ）は、ウラン資源をオーストラリア等から開発輸入している日本の会社。

## 概説
1980年、関西電力 50%、九州電力25％、四国電力15％、伊藤忠商事10％の出資により設立。1982年よりウランの開発輸入を開始した。
オーストラリアのレンジャー鉱山（en:Ranger）とジャビルカ鉱山（en:Jabiluka uranium mines）を所有するエナジー・リソーシズ・オブ・オーストラリアen:Energy Resources of Australia limited（EAR社）の権益を10％保有、オーストラリア産ウランを輸入し、日本の電力会社に供給している。

## 批判
輸入元のウラン鉱山は、カカドゥ国立公園内にあり、先住民アボリジニの土地であることから、細川弘明により批判がされた。
2002年の国会で、9電力会社が1970年代にナミビア産のウラン鉱石を産地偽装で輸入する際に関係していたことが明らかにされた。